# Abdulwahab Al Malood
Abdulwahab Al Malood (Arabic: عبد الوهاب المالود; sinh ngày 7 tháng 6 năm 1990 ở Muharraq, Bahrain) là một cầu thủ bóng đá người Bahrain thi đấu cho Al-Hidd ở Giải bóng đá ngoại hạng Bahrain ở vị trí tiền vệ. Anh là thành viên của Đội tuyển bóng đá quốc gia Bahrain. Anh thi đấu cho đội tuyển quốc gia tại Cúp bóng đá châu Á 2011 và 2015.

## Sự nghiệp quốc tế

### Bàn thắng quốc tế
Tỉ số và kết quả liệt kê bàn thắng của Bahrain trước.
| Bàn thắng | Thời gian           | Địa điểm                                                   | Đối thủ     | Tỉ số | Kết quả | Giải đấu                                     |
| --------- | ------------------- | ---------------------------------------------------------- | ----------- | ----- | ------- | -------------------------------------------- |
| 1.        | 8 tháng 1 năm 2013  | Sân vận động Quốc gia Bahrain, Riffa, Bahrain              | UAE         | 1–1   | 1–2     | Gulf Cup of Nations 2013                     |
| 2.        | 9 tháng 9 năm 2013  | Sân vận động Al-Sadaqua Walsalam, Thành phố Kuwait, Kuwait | Kuwait      | 1–0   | 1–2     | Giao hữu                                     |
| 3.        | 11 tháng 6 năm 2015 | Sân vận động Thể thao Philippines, Bocaue, Philippines     | Philippines | 1–2   | 1–2     | Vòng loại giải vô địch bóng đá thế giới 2018 |
| 4.        | 24 tháng 3 năm 2016 | Sân vận động Quốc gia Bahrain, Riffa, Bahrain              | Yemen       | 2–0   | 3–0     | Vòng loại giải vô địch bóng đá thế giới 2018 |